# لورين أكيرمان
لورين أكيرمان (بالإنجليزية: Lauren Ackerman)‏ هو عالم أمراض وطبيب أمريكي، ولد في 12 مارس 1905 في أوبورن في الولايات المتحدة، وتوفي في 25 يوليو 1993 في نيويورك في الولايات المتحدة.